# Hollósi Frigyes-díj

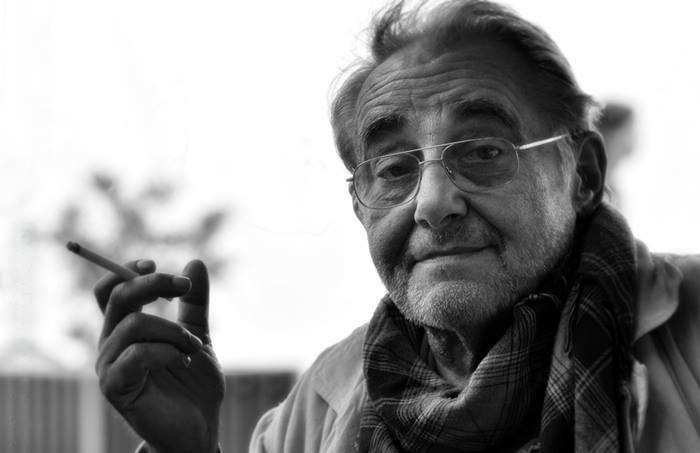
Hollósi Frigyes színművész

A Hollósi Frigyes-díjat 2022-ben, a művész nevének és munkásságának megőrzésére alapította a Kőszegi Várszínház. Az elismerést olyan színművészek kaphatják meg, akik a teátrum nagyszínpadi bemutatóján kiemelkedő alakítást nyújtottak. A díj odaítélése a nézők szavazatai alapján történik.

## Díjazottak
- 2022 – Takács Kati (Szentivánéji álom)[1]
- 2023 – Schneider Zoltán (Miért pont kivi?)[4]
- 2024 – Kálid Artúr (Hyppolit, a lakáj)[5]
- 2025 – Balázs Andrea (Felső szomszédok)[6]